# Jack Woltz
Jack Woltz es un personaje ficticio de la novela El padrino de Mario Puzo y que aparece en la película basada en dicha novela (El padrino), dirigida por Francis Ford Coppola y en la que es interpretado por el actor John Marley.

## Historia
Jack Woltz es un director de cine que vive en Hollywood. Es un hombre poderoso, y en la novela hace ostentación de su amistad con J. Edgar Hoover, creador y director del FBI. Woltz es visitado un día por Tom Hagen, el consigliere de la familia Corleone; éste quiere pedirle a Woltz que deje que Johnny Fontane (el ahijado de don Vito Corleone, jefe de la familia Corleone) protagonice la película que está rodando actualmente; pero Woltz se niega amenazándolo pensando que es un tinterillo enviado por Fontane para intimidarlo, pero Woltz ordena investigarlo hasta descubrir que trabaja para los Corleone, entonces, Woltz le invita a cenar en su mansión. La noche de la cena, Jack Woltz le comenta a Tom Hagen que no dejará participar a Johnny Fontane en su película porque hace años, él le robó a la actriz más preciosa que había visto y que había gastado millones de dólares para hacerla una actriz talentosa. Tom se va con la respuesta negativa de Woltz; pero antes de irse, observa una joven adolescente actriz (que había visto celebrando sus 15 años segundos antes entrevistarse con Woltz) intuyendo que Woltz tiene relaciones con ella. Don Corleone, además se considerar una infamia su relación con la adolescente, se entera de la negativa de Woltz de darle el papel a su ahijado, por lo que da la orden de que le corten la cabeza al caballo preferido del director y la metan entre sus sábanas. Al despertarse y ver Woltz que tiene en su cama la cabeza de su caballo, sufre una crisis de histeria con agitación y acaba cediendo a la petición de don Corleone y deja que su ahijado, Johnny Fontane, participe en su película.
Tuvo un único hijo, Jack Woltz Jr. quien no siguió con el negocio de su padre. Tuvieron una disputa después de enterarse de que su hijo estudió otra carrera; desde ahí cortaron total comunicación padre e hijo.